# Ekallulik Island
Ekallulik Island är en ö i Kanada.   Den ligger i territoriet Nunavut, i den östra delen av landet, 2 300 km norr om huvudstaden Ottawa. Arean är 1,7 kvadratkilometer.
Terrängen på Ekallulik Island är platt. Öns högsta punkt är 66 meter över havet. Den sträcker sig 1,6 kilometer i nord-sydlig riktning, och 2,8 kilometer i öst-västlig riktning.